# Yaver Kelenterli
Yaver Kelenterli (en azerí: Yavər Kələntərli;  Şamaxı, 26 de marzo de 1902 – Bakú, 5 de febrero de 1979) fue una cantante de mugam y actriz de teatro de Azerbaiyán, Artista de Honor de la RSS de Azerbaiyán.

## Biografía
Yaver Kelenterli nació el 26 de marzo de 1902 en Şamaxı. En 1922 se graduó de la escuela de música. Comenzó su carrera con la ayuda de los famosos compositores de Azerbaiyán, Uzeyir Hajibeyov y  Muslim Magomayev. En 1932-1937 trabajó en la radio de Azerbaiyán. En los años 1937-1941 y 1945-1951 fue solista del Teatro de Ópera y Ballet Académico Estatal de Azerbaiyán. Recibió el título “Artista de Honor de la RSS de Azerbaiyán” en 1939.
Yaver Kelenterli murió el 5 de febrero de 1979 y fue enterrada en Bakú.

## Premios y títulos
- Artista de Honor de la RSS de Azerbaiyán (1939)